# 松本隆之介
松本 隆之介（まつもと りゅうのすけ、2002年7月31日 - ）は、神奈川県横浜市戸塚区出身のプロ野球選手（投手）。左投左打。横浜DeNAベイスターズ所属。

## 経歴

### プロ入り前
横浜市立川上北小学校1年の時に野球を始め、軟式の戸塚アイアンボンドスでは主に外野を守っていた。横浜市立名瀬中学校在学時は戸塚リトルシニアに所属。
横浜高等学校では1年春からベンチ入り。2年春に第91回選抜高等学校野球大会に出場し、1回戦の明豊高等学校戦で及川雅貴の後を受け3回途中から登板するも、2回1/3を投げ5安打5失点で初戦敗退した。2年生の4月には、2年生投手でただ1人U-18日本代表候補入りした。3年夏の県大会独自大会は準々決勝で敗退した。同級生に木下幹也・度会隆輝・津田啓史・庄子雄大がいる。
2020年のドラフト会議で横浜DeNAベイスターズから3巡目で指名を受けた。11月24日には仮契約を結び、契約金5000万円、年俸560万円（金額は推定）という条件で入団した。背番号は40。

### プロ入り後

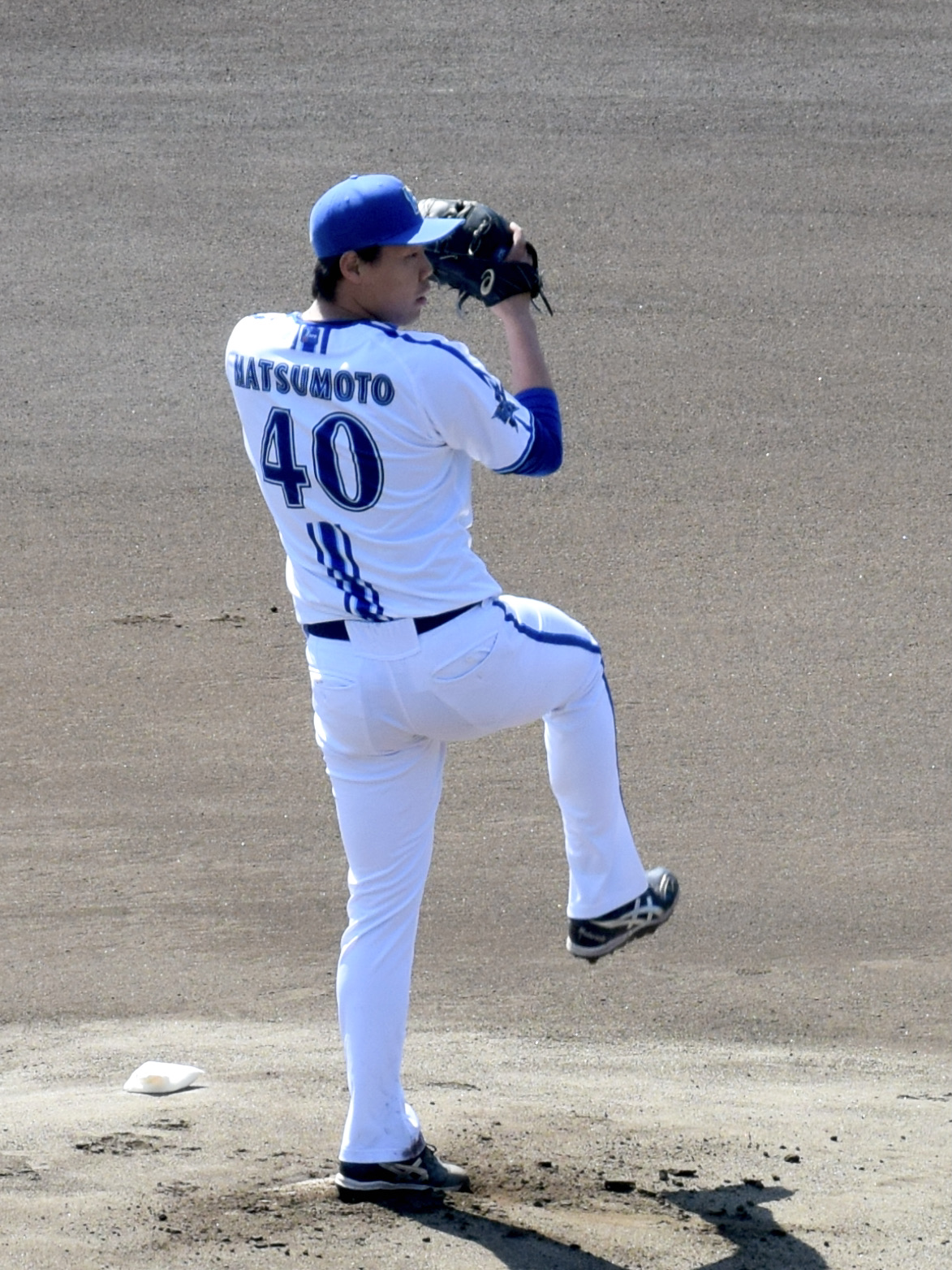
2024年3月22日（平塚）

2021年、前半は故障もあり出遅れるが、8月24日のイースタン・リーグ、対東北楽天ゴールデンイーグルス戦で公式戦デビュー。1回3奪三振無失点と上々の初登板となったが、公式戦初先発となった9月22日の二軍戦では2/3回、76球を投げて被安打5、与四球8、13失点の大乱調で降板。2番手以降のピッチャーも流れを止められず、対戦相手の千葉ロッテマリーンズは初回の得点数としては世界記録となる17得点を記録した。
2022年、3月24日に左肩のクリーニング手術を行った。シーズン中は二軍でも登板が無く終わった。11月9日、2023年シーズンより育成選手契約を結ぶことが発表された。背番号は040。
2023年、4月8日、支配下に復帰することが発表された。背番号は元の40。前半戦は引き続きリハビリに費やし、後半戦は短いイニングながら先発登板を重ね、防御率1.29の成績を残す。14イニングで20奪三振、奪三振率は12.86と高い数値を記録した。
2024年は、イースタン・リーグで19試合に登板し、3勝1敗、防御率3.02の成績を残す。特にシーズン後半は8試合で防御率1点台と好投を続け、10月5日に一軍に昇格し、同日の中日ドラゴンズ戦（バンテリンドーム）でプロ初登板・初先発を果たすと、5回2失点で勝利投手の権利を得たまま降板したが、その後チームは逆転を許し初勝利は逃した。翌6日に一軍登録を抹消されシーズンを終えた。
2025年4月2日のオイシックス新潟戦で投球中に転倒し、2回途中で降板。右前十字靭帯を損傷し、同24日に同箇所の再建手術を受けた。

## 選手としての特徴
最速152km/hの速球と切れ味鋭いスライダー、チェンジアップを武器にする身長188cmの大型左腕。

## 人物
野球を始めた時からベイスターズファンであった。

## 詳細情報

### 年度別投手成績
| 年 度     | 球 団     | 登 板 | 先 発 | 完 投 | 完 封 | 無 四 球 | 勝 利 | 敗 戦 | セ 丨 ブ | ホ 丨 ル ド | 勝 率 | 打 者 | 投 球 回 | 被 安 打 | 被 本 塁 打 | 与 四 球 | 敬 遠 | 与 死 球 | 奪 三 振 | 暴 投 | ボ 丨 ク | 失 点 | 自 責 点 | 防 御 率 | W H I P |
| --------- | --------- | ----- | ----- | ----- | ----- | -------- | ----- | ----- | -------- | ----------- | ----- | ----- | -------- | -------- | ----------- | -------- | ----- | -------- | -------- | ----- | -------- | ----- | -------- | -------- | ------- |
| 2024      | DeNA      | 1     | 1     | 0     | 0     | 0        | 0     | 0     | 0        | 0           | ----  | 22    | 5.0      | 6        | 0           | 3        | 0     | 0        | 4        | 0     | 0        | 2     | 2        | 3.60     | 1.80    |
| 通算：1年 | 通算：1年 | 1     | 1     | 0     | 0     | 0        | 0     | 0     | 0        | 0           | ----  | 22    | 5.0      | 6        | 0           | 3        | 0     | 0        | 4        | 0     | 0        | 2     | 2        | 3.60     | 1.80    |

- 2024年度シーズン終了時

### 年度別守備成績
| 年 度 | 球 団 | 投手  | 投手  | 投手  | 投手  | 投手  | 投手     |
| 年 度 | 球 団 | 試 合 | 刺 殺 | 補 殺 | 失 策 | 併 殺 | 守 備 率 |
| ----- | ----- | ----- | ----- | ----- | ----- | ----- | -------- |
| 2024  | DeNA  | 1     | 0     | 1     | 0     | 0     | 1.000    |
| 通算  | 通算  | 1     | 0     | 1     | 0     | 0     | 1.000    |

- 2024年度シーズン終了時

### 記録
初記録
投手記録
- 初登板・初先発登板：2024年10月5日、対中日ドラゴンズ24回戦（バンテリンドーム ナゴヤ）、5回2失点で勝敗つかず
- 初奪三振：同上、1回裏に石川昂弥から見逃し三振

打撃記録
- 初打席：2024年10月5日、対中日ドラゴンズ24回戦（バンテリンドーム ナゴヤ）、2回表に小笠原慎之介から三飛

### 背番号
- 40（2021年[24] - 2022年、2023年4月10日[16] - ）
- 040（2023年[15] - 同年4月9日）